# Eurytetranychus piceus
Eurytetranychus piceus är en spindeldjursart som beskrevs av Löyttyniemi 1973. Eurytetranychus piceus ingår i släktet Eurytetranychus och familjen Tetranychidae. Inga underarter finns listade i Catalogue of Life.